# Baurci-Moldoveni
Baurci-Moldoveni è un comune della Moldavia situato nel distretto di Cahul di 2.226 abitanti al censimento del 2004.
Fino al 1945, quando apparteneva alla Romania, era chiamato Români.